# Christian Henn
Christian Henn (ur. 11 marca 1964 w Heidelbergu) – niemiecki kolarz szosowy, brązowy medalista olimpijski.

## Kariera
Największy sukces w karierze Christian Henn osiągnął w 1988 roku, kiedy zdobył brązowy medal w indywidualnym wyścigu ze startu wspólnego podczas igrzysk olimpijskich w Seulu. W zawodach tych wyprzedził go jedynie Olaf Ludwig z NRD oraz kolejny kolarz z RFN – Bernd Gröne. Był to jedyny medal wywalczony przez Henna na międzynarodowej imprezie tej rangi oraz jego jedyny start olimpijski. Ponadto w 1986 i 1997 roku zwyciężył w klasyfikacji generalnej Hessen Rundfahrt, w 1988 roku w Rheinland-Pfalz Rundfahrt, a w 1994 roku w Australijskim Herald Sun Tour. Ponadto w 1992 roku był drugi w wyścigu Paryż-Tours, a pięć lat później zajął drugie miejsce w Wyścigu Pokoju. Kilkakrotnie startował w Tour de France, ale nie odniósł sukcesów. Wielokrotnie zdobywał medale szosowych mistrzostw kraju, w jeden złoty - w 1996 roku wygrał w indywidualnym wyścigu ze startu wspólnego zawodowców. Nigdy nie zdobył medalu na szosowych mistrzostwach świata. Karierę zakończył w 1999 roku.
W maju 2007 roku Henn przyznał się do stosowania dopingu w latach 90', w tym EPO.